# Shcherbakovite
La shcherbakovite è un minerale.